# Achatinella mustelina
Achatinella mustelina  (лат.) — древесная лёгочная улитка, брюхоногий моллюск из семейства Achatinellidae. Очень редкий исчезающий вид.
В разных частях острова улитки этого вида имеют разные размеры, форму раковины и окраску. В целом, размеры взрослых улиток 18,5—23,1 мм. Окраска бурая со светлыми полосами или белая с поперечными бурыми и черными линиями.
Улитка A. mustelina является эндемиком острова Оаху (Гавайские острова, Тихий океан). Населяет горные леса. Встречается на высоте от 600 до 1158 м.